# Antonio Guzmán Núñez
Antonio Guzmán Núñez (Torrejón de Ardoz, 1953. december 2. –) spanyol válogatott labdarúgó.

## Pályafutása

### Klubcsapatban
Torrejón de Ardozban született. Pályafutását a közeli Rayo Vallecano csapatában kezdte 1973-ban. A másodosztályban eltöltött évek után az 1976–77-es idényben a harmadik helyen végzett a Rayo csapatával és feljutottak az élvonalba. 1978-ban az Atlético Madrid igazolta le, melynek színeiben 27 mérkőzésen lépett pályára és 1 gólt szerzett az 1978-79-es idényben, csapata pedig a harmadik helyen zárt.
Az 1980–81-es szezont az AD Almería játékosa volt, majd visszatért a Rayo csapatához az 1981–82-es idényre és a bajnokság végén befejezte a pályafutását. Az 1987–88-as bajnoki szezonban azonban visszatért és a harmadosztályú RSD Alcalá színeiben 23 találkozón 4 alkalommal volt eredményes. 

### A válogatottban
1978-ban 2 alkalommal szerepelt a spanyol válogatottban. Részt vett az 1978-as világbajnokságon.

## Külső hivatkozások
- Antonio Guzmán Núñez adatlapja a National-Football-Teams.com oldalon (angolul)

- Antonio Guzmán Núñez (angol nyelven). eu-football.info
- Antonio Guzmán Núñez (angol, katalán, spanyol nyelven). BDFutbol.com